# Absolute Duo
Absolute Duo (アブソリュート·デュオ Abusoryūto Dyuo?) es una serie de novelas ligeras japonesas escritas por Takumi Hiiragiboshi con ilustraciones por Yu Asaba. MF Bunko J de la editorial Media Factory ha publicado 11 volúmenes desde agosto de 2012. Ha recibido dos adaptaciones a manga. La serie tiene una adaptación a serie de anime producida por 8-Bit, que se emitió entre el 4 de enero y el 22 de marzo de 2015.

## Sinopsis
Tōru Kokonoe es un joven que decide, luego de perder a alguien valioso en un aterrador incidente, ser más fuerte. Por ende, se inscribe en una escuela especial donde las personas manifiestan sus almas como armas llamadas Blaze. Las personas con esta inusual habilidad son denominados "Exceed" y este fenómeno se da en 1 de cada 1000 personas. Tōru es capaz de producir su propio Blaze, pero por alguna razón se manifiesta como un escudo en lugar de un arma.

## Personajes
Tōru Kokonoe (九重 透流 Kokonoe Tōru?)
Seiyū: Yoshitsugu Matsuoka
Tōru Kokonoe es el protagonista masculino de Absolute Duo. Toru se une a la Academia Kouryou después de la muerte de su hermana pequeña, con ansias de venganza y la oportunidad de hacerse más fuerte. Él es apodado un irregular por tener un resplandor que no está en la forma de un arma ofensiva. A pesar de tener un escudo defensivo como Blaze, Tōru ha aprendido a usar un ataque de golpe poderoso, al que Julie apoda "Mjolnir" al igual que el arma del dios de la mitología nórdica "Thor", para usarlo en conjunto con su Blaze. Como su nombre Tōru se pronuncia de la misma manera que Thor en japonés, Julie lo llama de esta forma. 
Julie Sigtuna (ユリエ・シグトゥーナ Yurie Shigutūna?)
Seiyū: Nozomi Yamamoto
Una de las principales protagonistas femeninas, una hermosa chica con el pelo plateado y ojos rubí, que tiene un gusto hacia Tōru y después de algún tiempo se convierte en su Dúo. Julie, al igual que Tōru pierde a un ser querido (en este caso a su padre) asesinado y por ello, se apunta a la Academia Kouryou para volverse más fuerte y llevar a cabo su venganza. Por lo general, Julie es poco habladora, pero a menudo muestra celos hacia las chicas que se acercan a Tōru. Su Blaze son un par de dagas gemelas. Ella confiesa que sus armas, en vez de Blaze, presenta Awake, una versión natural del Blaze, puesto a que éste es artificial.
Tomoe Tachibana (橘 巴 Tachibana Tomoe?)
Seiyū: Ayaka Suwa
Una de las protagonistas femeninas y compañera de clase de Tōru y Julie. Con el tiempo forma un dúo con Miyabi. A menudo encuentra a Tōru en situaciones comprometidas con otras chicas, y tiende a perder el control y sacar conclusiones precipitadas que siempre acaban en una disculpa por haber malinterpretado las intenciones de éste. A petición de Tōru se convierte en su maestra para enseñarle algunos movimientos de lucha y defensa. Eventualmente se enamora de él y a menudo le da verduras para cambiar su mal hábito de comer únicamente carne. Su Blaze es una cadena.
Miyabi Hotaka (穂高 みやび Hotaka Miyabi?)
Seiyū: Ayaka Imamura
Una de las protagonistas femeninas, que forma un dúo con Tomoe. Ella es también de la clase de Tōru y tiende a ser tímida con los demás y, dada su débil personalidad, torpe en el combate. Con el tiempo se enamora de Tōru, por la amabilidad y comprensión que él muestra hacia ella, hasta el punto de hacerle una declaración de amor. Su Blaze es una gran y pesada lanza.
Lilith Bristol (リーリス・ブリストル Rīrisu Burisutoru?)
Seiyū: Haruka Yamazaki
Una joven de clase alta rubia. Ella fue transferida desde Inglaterra. Quiere formar un dúo con Tōru, pero éste la rechaza múltiples veces afirmando que Julie será siempre su único Dúo, por lo que Lilith se propone finalmente llegar a convertirse en su esposa. Ella es considerada una excepción, ya que su Blaze es un tipo de rifle.
Sakuya Tsukumo (九十九 朔夜 Tsukumo Sakuya?)
Seiyū: Yui Horie
La directora del instituto. Viste como una lolita gótica y tiene un propósito en esta serie, que es llegar al Absolute duo.
Rito Tsukimi (月見 璃兎 Tsukimi Rito?)
Seiyū: Yukari Tamura
La maestra de Tōru, que siempre es enérgica y viste como conejito, lo que perturba enormemente a toda su clase. Posee dos personalidades en una es tierna y gentil, en la segunda es malhumorada y arrogante. Su Blaze se muestra como una enorme espada. A ella le gusta burlarse de Tōru con chistes pervertidos por ser el único en tener un dúo del sexo opuesto. Eventualmente desarrolla interés por él.
Imari Nagakura (永倉 伊万里 Nagakura Imari?)
Seiyū: Haruka Tomatsu
Imari es la primera persona con la que Tōru habla después de entrar en la escuela. Sin embargo, ella es pronto expulsada de la escuela después de perder contra Tōru durante el examen de combate de la ceremonia de entrada. Ella reapareció cuando la clase de Tor fue enviada al campamento de entrenamiento de verano en una isla remota donde la Academia Koryo tiene otra sucursal, donde los estudiantes como ella que reprobaron el examen de combate de la sucursal principal fueron transferidos allí y fueron entrenados para convertirse en shinobis. Ella también fue una de las personas que saludaron y emboscaron a la clase de Tōru en el momento en que llegaron a la isla. Su Blaze consta de una sola espada, que se esgrime como una katana. 
Aoi Torasaki/Tora (虎先 葵 (トラ) Torasaki Aoi (Tora)?)
Seiyū: Natsuki Hanae
Amigo de la infancia de Tōru que también se considera un irregular. 
Tatsu (タツ Tatsu?)
Seiyū': Yoshihisa Kawahara
Un silencioso compañero de clase y de habitación de Tora. Su Blaze es una especie de lanza.
Otoha Kokonoe (九重 音羽 Kokonoe Otoha?)
Seiyū': Manami Tanaka
La hermana menor de Tōru. Fue asesinada junto con otros niños del dojo por Sakaki Narukami, lo que lleva a Tōru vengarse. En el volumen 10 se revela que fue revivida como un clon, perdiendo todos sus recuerdos. Eventualmente después logra recuperar su memoria gracias a Tōru y Sakuya se encarga de ella para que pueda estudiar en la academia. No obstante, se revela que le queda poco tiempo de vida y tras un tiempo desaparece en frente de todos, revelándole a Sasaki que estaba enamorada de él. 
Sakaki Narukami (榊鳴神 Narukami Sakaki?)
Ex mejor amigo de Tōru y responsable de los asesinatos de Otoha Kokonoe y el padre de Julie. Se enfrenta a Toru (rango IV), quien regresó a casa en el Volumen 5, pero se cortó su "Colmillo de Llama" y su brazo izquierdo, que trató fácilmente. Se utiliza un arma creada a partir de la luz, una espada con una hoja negra sobre una hoja blanca, "Ogre".

## Media

### Novela ligera
La primera novela ligera se publicó el 24 de agosto de 2012 por Media Factory bajo la imprenta de MF Bunko J. Once volúmenes han sido publicados hasta julio de 2016.

#### Lista de volúmenes
| Num. | Título                                                                                                  | Fecha de publicación    | ISBN                   |
| ---- | --- | ----------------------- | ---------------------- |
| 1    | Confesión en la noche del Aoikoku Kokuhaku wa Sōkoku no Yoru ni (告白は蒼刻の夜に)                      | 24 de agosto de 2012    | ISBN 978-4-04-066487-3 |
| 2    | Mentiras rojas y verdades rojas Uso to Shin to Akai Kurenai (嘘と真と赤い紅)                            | 25 de diciembre de 2012 | ISBN 978-4-04-066470-5 |
| 3    | La historia de amor moviéndose al compás de Nagisa Nagisa ni Yureru Koi Monogatari (渚に揺れる恋物語り) | 25 de junio de 2013     | ISBN 978-4-8401-5228-0 |
| 4    | Límites de un inusual talento y Chi hasta el amanecer 黎明せし異能の境界                                | 25 de noviembre de 2013 | ISBN 978-4-04-066029-5 |
| 5    | El Dios de la oscuridad plateada en la luz del abismo 闇ノ銀狼、光ノ深淵                                | 25 de marzo de 2014     | ISBN 978-4-04-066312-8 |
| 6    | El viento, el fuego y los truenos Kaze to Homura to Kaminari to (風と焔と雷と)                          | 25 de julio de 2014     | ISBN 978-4-04-066911-3 |
| 7    | Fruto de contradicciones Kinki no Kajitsu (禁忌の果実)                                                  | 25 de diciembre de 2014 | ISBN 978-4-04-067312-7 |
| 8    | Memorias conectadas                                                                                     | 25 de marzo de 2015     | ISBN 978-4-04-067473-5 |
| 9    | Cenizas a las cenizas                                                                                   | 24 de julio de 2015     | ISBN 978-4-04-067717-0 |
| 10   | Polvo al polvo                                                                                          | 25 de enero de 2016     | ISBN 978-4-04-068036-1 |
| 11   | Jeg Kan Lide Dig                                                                                        | 25 de julio de 2016     | ISBN 978-4-04-068455-0 |

### Manga

#### Absolute Duo
Una adaptación a manga con arte por Shin'ichirō Nariie empezó a serializarse en la revista de manga seinen de Media Factory Monthly Comic Alive desde el 27 de abril de 2013, y han sido publicados cuatro volúmenes tankōbon.

##### Volúmenes
| Núm. | Fecha de publicación     | ISBN                   |
| ---- | ------------------------ | ---------------------- |
| 1    | 22 de noviembre de 2013  | ISBN 978-4-04-066113-1 |
| 2    | 23 de agosto de 2014     | ISBN 978-4-04-066850-5 |
| 3    | 23 de marzo de 2015      | ISBN 978-4-04-067288-5 |
| 4    | 23 de septiembre de 2017 | ISBN 978-4-04-069202-9 |

#### Absolute Duo Tea Party
Una segunda adaptación a manga spin-off yonkoma de comedia titulado Absolute Duo Tea Party (アブソリュート・デュオ TEA PARTY) con arte por Tōru Oiwaka fue también serializado en la edición de diciembre de 2014 en Monthly Comic Alive para ser vendido el 26 de octubre de 2014. Ha sido compilado en un solo volumen tankōbon.

#### Volúmenes
| Núm. | Fecha de publicación | ISBN                   |
| ---- | -------------------- | ---------------------- |
| 1    | 23 de enero de 2016  | ISBN 978-4-04-067245-8 |

### Anime
Una adaptación a anime por 8-Bit fue anunciado en el evento del Festival de Escuela de Verano de 2014 de Media Factory. Se emitió entre el 4 de enero y el 22 de marzo de 2015 en AT-X. También se emitió en Tokyo MX, Sun Television, Kyoto Broadcasting System, Television Aichi Broadcasting y Nippon BS Broadcasting en fechas posteriores.
El opening es "Absolute Soul" interpretado por Konomi Suzuki. El primer ending es "BelievexBelieve" interpretado por Nozomi Yamamoto, el segundo ending es "Apple Tea no Aji" (アップルティーの味, lit. El Sabor del Té de Manzana) interpretado por Nozomi Yamamoto y Haruka Yamazaki y el tercer ending es "2/2" interpretado por Ayaka Imamura y Ayaka Suwa. Crunchyroll obtuvo la licencia de la serie fuera de Asia.

#### Lista de episodios
| Núm. | Título | Fecha de Estreno      |
| ---- | --- | --------------------- |
| 1    | "Filo llameante/Blaze" "Homura Kiba/Bureizu" (焔牙/ブレイズ)                                                          | 4 de enero de 2015    |
| 2    | "Vínculos del dúo/Duo" "Kizuna Sōba/Dyuo" (双刃/デュオ)                                                               | 11 de enero de 2015   |
| 3    | "Vengador/Avenger" "Fukushū-sha/Avenjā" (復讐者/アヴェンジャー)                                                       | 18 de enero de 2015   |
| 4    | "Especial/Exception" "Tokubetsu/Ekusepushon" (特別/エクセプション)                                                    | 25 de enero de 2015   |
| 5    | "Sublimación de rango/Level Up" "Ikai Shōka/Reberuappu" (位階昇華/レベルアップ)                                       | 1 de febrero de 2015  |
| 6    | "Lucha de supervivencia/Survive" "Seizon Tōsō/Sabaibu" (生存闘争/サバイブ)                                            | 8 de febrero de 2015  |
| 7    | "Rubio-plateado, topacio amarillo" "Gin'iro no kami Koganeiro no kami" (銀色の髪, 黄金色の髪)                         | 15 de febrero de 2015 |
| 8    | "Consejo/Selection" "Hinpyō-kai/Serekushon" (品評会/セレクション)                                                     | 22 de febrero de 2015 |
| 9    | "Unidad Divina/Rebels" "Kami Metsu Butai/Ribērusu" (神滅部隊／リベールス)                                             | 1 de marzo de 2015    |
| 10   | "Fiesta nocturna de siete puntos/Reign Conference" "Nanasusuki Yakai/Rein Kanfarensu" (七芒夜会/レインカンファレンス) | 8 de marzo de 2015    |
| 11   | "Juego de esclavitud/Killing Game" "Yayabu Yūgi/Kiringu Gēmu" (殺破遊戯/キリングゲーム)                               | 15 de marzo de 2015   |
| 12   | "Dúo absoluto/Absolute Duo" "Zettai Sōba/Abusoryūto Dyuo" (絶対双刃/アブソリュート・デュオ)                           | 22 de marzo de 2015   |